# Alexandrina Cernov
Alexandrina Cernov (24 de noviembre de 1943 - 5 de junio de 2024; en ucraniano: Александріна Чернова, romanizado: Aleksandrina Chernova) fue una académica ucraniana, historiadora literaria y filóloga de etnia rumana. Miembro honorario de la Academia Rumana, fue profesora en la Universidad de Chernivtsi. Cernov fue una figura relevante de la minoría rumana en Ucrania y defensora de sus derechos de las minorías. Realizó contribuciones significativas a la vida cultural rumana en Ucrania y publicó estudios sobre los rumanos en Ucrania, así como manuales para sus escuelas.

## Biografía
Alexandrina Cernov nació el 24 de noviembre de 1943 en Hotin, Rumania (actualmente Khotyn, Ucrania). Estudió en el Liceul Teoretic „Jean Monnet” din București (entonces conocido como el Instituto de Enseñanza Secundaria No. 32) en Bucarest en la Rumania y se graduó posteriormente de la Universidad de Bucarest en 1961. De 1962 a 1966, estudió en la Facultad de Filología de la Universidad de Chernivtsi, siendo profesora desde 1971 hasta 2002 en el Departamento de Filología Rumana y Clásica de la universidad. En 1989, presentó su tesis doctoral Lingvostilistica comparată (româno-rusă) a limbajului poetic ("Lingüística comparada (rumano-rusa) de la estilística del lenguaje poético") en Chișinău, en la RSS de Moldavia de la Unión Soviética (actual Moldavia).
Cernov fue miembro fundadora de la Sociedad Mihai Eminescu para la Cultura Rumana en Chernivtsi (Cernăuți), que fue la primera sociedad cultural rumana autorizada para existir dentro de la Unión Soviética. Fue vicepresidenta de la organización en 1989 y su presidenta de 1990 a 1994. En 1992, se convirtió en miembro honorario de la Academia Rumana. Desde 1994, fue la editora en jefe de la revista trimestral de historia y cultura ro ("La Voz de Bucovina"). Fue miembro fundadora y directora desde 1995 de la editorial Editura Alexandru cel Bun en Chernivtsi. En 1998, formó parte del personal de la Fundación Cultural Rumana.
Cernov trabajó en la redacción de emisiones en idioma rumano para transmisiones televisivas en Chernivtsi y en Radio Ucrania Internacional. Fue una figura relevante de la minoría rumana en Ucrania y defensora de sus derechos de las minorías. Criticó la ley ucraniana de 2019 "Sobre la protección del funcionamiento del idioma ucraniano como idioma estatal" con respecto a la extensión del uso del idioma ucraniano en el país, afirmando que afectaría "muy seriamente" a los rumanos en Ucrania. Hasta 2022, Cernov vivía en Chernivtsi.
Cernov falleció el 5 de junio de 2024 en el Monasterio de Putna en Putna, Rumania. Su funeral tuvo lugar el 7 de junio en el monasterio, y fue enterrada en su cementerio. El funeral contó con la presencia de varias figuras académicas, diplomáticas y eclesiásticas relevantes de Rumania.

## Obra
Cernov publicó artículos y estudios en los campos de la poesía comparada, la estilística lingüística y la Teoría de la traducción. También fue autora de varios manuales de lengua y literatura rumana para su uso en las escuelas de la minoría rumana de Ucrania. Sus intereses académicos incluían la historia y la cultura de la región de Bucovina, la situación de los rumanos en el norte de Bucovina, el estado y la estilística de la lengua rumana, la historia de la literatura rumana, la sociología y la poesía comparada.
Cernov publicó los siguientes libros:
- Gramatica comparativă româno-rusă. Fonetică și lexicologie. Universidad Nacional de Chernivtsi Yuriy Fedkovych. 1975.
- Cernăuți, 1408 – 2008. Instituto Cultural Rumano. 2008.
- Drama românilor din regiunea Cernăuți: masacre, deportări, foamete în 1940-1941, 1944-1947. Editura Nicodim Caligraful. 2019.
- Destinul bisericii românești din nordul Bucovinei în perioada sovietică: credință, limbă, identitate. Editura Nicodim Caligraful. 2020.

También publicó los siguientes manuales escolares:
- Pagini alese din literatura română și universală. Chernivtsi: Editura Alexandru cel Bun. 2008.
- Literatura română și universală, manual pentru clasa a VIII-a. Lviv: Svit All-Ukrainian Specialized Publishing House. 2008.
- Literatura română și universală, manual pentru clasa a IX-a. Lviv: Svit All-Ukrainian Specialized Publishing House. 2009.

## Honores y premios
Cernov recibió el Premio de la Fundación Cultural Rumana (1994), la Medalla Conmemorativa "150 años desde el nacimiento de Mihai Eminescu" (2000, otorgada por el Ministerio de Cultura de Rumanía) y la Orden Nacional al Mérito por Servicio Fiel en los grados de "Oficial" (2004) y "Comandante".